# 霊照院殿
霊照院殿（れいしょういんどの、生年未詳 - 天正16年8月26日（1588年10月16日））は、安土桃山時代の女性。霊照院は法名で実名は不詳である。

## 生涯
北条氏照の一人娘で、北条氏の重臣・山中大炊助頼元の妻となる。天正16年（1588年）8月26日に死去。法名は霊照院殿中室貞心大姉（『天応院過去帳』）。墓所は現在の相模原市の天応院。
母は北条氏照の正室の比左姫とされる。